# Smart Service
Der Begriff Smart Service (Pl. Smart Services, dt.: Intelligenter Service) beschreibt die am weitesten entwickelte Stufe datenbasierter, digitaler Dienstleistungsangebote. Sie werden durch Dienstleister für Kunden erbracht, die sogenannte Smart Products nutzen (d. h. mit Sensorik ausgestattete, technische Objekte, die Daten aufnehmen und weitergeben können, weil sie mit Software gesteuert und mit einem Netzwerk, z. B. dem Internet, verbunden sind).
Zur Veranschaulichung ein Praxisbeispiel: Die Webmaschinen einer Metallweberei sind durch den Maschinenhersteller, der gleichzeitig Anbieter des Smart Services ist, mit einer leistungsfähigen Sensorik ausgestattet (s. Edge Computing). Über eine Breitbandanbindung können die Maschinen gesammelte oder ausgewählte Daten über ihren Zustand (etwa zur aktuellen Betriebstemperatur) an die Softwareplattform des Smart-Service-Anbieters weitergeben. Auf dieser Plattform wird durch Aggregation und Vernetzung vieler verschiedener Daten sogenanntes maschinelles Wissen generiert, oft mithilfe von Verfahren wie Machine Learning und dem Einsatz künstlicher Intelligenz. Mit Hilfe dieses maschinellen Wissens kann die Smart Service Software Entscheidungen eigenständig aussteuern, d. h. sie kann die Daten mit vorhandenen Datensätzen abgleichen und darauf aufbauend entscheiden, dass bspw. vorbeugende Wartungsmaßnahmen für die Maschinen der Weberei nötig sind. Sie kann dann ebenfalls entscheiden, dass ein Servicetechniker zu bestellen ist und bestimmte Ersatzteile für das erkannte Problem notwendig sind. Durch die so möglichen vorbeugenden Wartungsmaßnahmen kann ein Ausfall der Maschine verhindert werden und der Prozessablauf wird optimiert (siehe zu diesem Thema der sogenannten vorbeugenden Instandhaltung (engl. Predictive Maintenance) auch den Artikel über Instandhaltungsstrategie). Die im Verlauf dieses Prozesses aus den Maschinen (in diesem Fall Webmaschinen) gewonnenen Daten werden durch die softwaredefinierte Analyse, Interpretation und Verknüpfung mit weiteren Datensätzen zu sogenannter Smart Data aufbereitet und sagen somit etwas aus, d. h. sie sind nicht mehr nur Rohdaten, sondern haben einen konkreten Informationsgehalt. Es wird in diesem Zusammenhang auch von Veredelung der Daten gesprochen. Auf Basis der nun verfügbaren Informationen können Smart-Service-Anbieter nicht nur ihre Services anbieten, sondern auch Möglichkeiten für neue, datenbasierte Dienstleistungen erkennen, diese entwickeln und ebenfalls am Markt anbieten. Die Smart Services können auf Serviceplattformen, wie Online-Marktplätzen und App-Stores verkauft und gehandelt, also monetisiert werden.

## Bedeutung von Smart Services
Smart Services werden sowohl im öffentlichen bzw. industriellen als auch im privaten Bereich angeboten. Sie sind das Resultat der Entwicklungen im Rahmen der Digitalisierung (auch digitale Revolution genannt): Die heutige Wirtschaft wird immer stärker durch die Digitalisierung sämtlicher Produkte und Prozesse geprägt. Die Verbreitung neuer anschlussfähiger und mit dem Internet verbundener Produkte resultiert in der Entstehung großer Datenmengen. Auf Grundlage dieser Daten werden branchenübergreifend zunehmend internetbasierte Dienstleistungen entwickelt und eingeführt, wodurch die Verbreitung digitaler Wertschöpfungsaktivitäten an Dynamik gewinnt. In der Beschreibung eines Abschlussberichtes zu einem offiziell vom Bundesministerium für Wirtschaft und Energie geförderten Projekt (Thema Smart Services) beschreibt der für dieses Projekt gebildete sogenannte Arbeitskreis Smart Service Welt die Entwicklung so:
"Unsere hochvernetzte Gesellschaft produziert heute schon gigantische Datenmengen. Nutzen wir sie für innovative Produkte und Dienstleistungen, können wir Ressourcen schonen, Arbeitsplätze schaffen und die Wettbewerbsfähigkeit Deutschlands sichern. Schaffen wir dies nicht, steht die technologische Souveränität Deutschlands und Europas auf dem Spiel. Große Internetfirmen aus den USA und China drängen mit personalisierten Diensten in immer mehr Branchen vor."
Damit verdeutlichen die Herausgeber des Abschlussberichts Smart Service Welt, welche Rolle Smart Services gegenwärtig und zukünftig spielen. Sie stellen eine Möglichkeit dar, Daten für einen bestimmten Zweck aufzubereiten und zu analysieren, etwa eine Problemlösung oder die Verbesserung einer bestimmten Tätigkeit, herbeizuführen (vgl. das obige Praxisbeispiel, bei dem ein Produktionsprozess im Idealfall mit weniger Maschinenausfällen verläuft, weil der Zustand der Maschine fortlaufend kontrolliert wird). Die durch diese Datenverwendung möglichen innovativen Dienstleistungen stellen einen entscheidenden Wettbewerbsfaktor dar, denn: "Maßgeblich für die wirtschaftliche Stärke ist die Leistungs- und Innovationsfähigkeit der deutschen Industrie." Der Mehrwert für den Kunden wird zukünftig vor allem auch durch Nutzung von Daten für digitale Geschäftsmodelle erzeugt, nicht ausschließlich durch neue physische Komponenten der Produkte. Um ihre Wettbewerbsfähigkeit zu erhalten und ihr Leistungsportfolio kundenorientiert zu gestalten, muss sich die produzierende, deutsche Industrie dieser Entwicklung annehmen.

### Hintergrund von Smart Services
Wissenschaftlich erarbeitet wurde das Thema Smart Services vor allem im Rahmen von öffentlichen Forschungsprojekten, z. B. das 2015 abgeschlossene Projekt „Smart Service Welt – Umsetzungsempfehlungen für das Projekt Internetbasierte Dienstleistungen für die Wirtschaft“. Es wurde von dem zuvor erwähnten Arbeitskreis Smart Service Welt umgesetzt und vom Bundesministerium für Wirtschaft und Energie gefördert – als Teil der deklarierten Zielsetzung der Bundesregierung, die Digitalisierung aktiv voranzutreiben und Smart Services zu fördern. Das Projekt knüpft an die Vision der Industrie 4.0 an, auch deren Realisierung wurde in konkreten Regierungsprojekten aktiv angegangen und ist Teil des Aktionsplans der Regierung zur Hightech-Strategie 2020.

### Smart Services als Variante datenbasierter Dienstleistungen
Oftmals wird zwischen datenbasierten Dienstleistungen und Smart Services nicht hinreichend unterschieden – dabei sind die beiden Termini nicht synonym brauchbar. Zwar ist jeder Smart Service grundsätzlich eine datenbasierte Dienstleistung, aber nicht jede datenbasierte Dienstleistung ist automatisch ein Smart Service. Smart Services sind als höchste Reifegradstufe datenbasierter Dienstleistungen zu sehen. Dienstleistungen als solche gelten allgemein als datenbasiert, wenn Daten ein charakteristischer Teil der verwendeten Ressourcen für diese Dienstleistungen darstellen – dabei müssen die besagten Daten streng genommen nicht einmal mehr digital vorliegen, auch handschriftlich oder gedruckte Werte und Faktoren sind faktisch Daten, die für eine Dienstleistungserbringung herangezogen werden können. Dabei muss ebenfalls zwischen einer datenbasierten Entscheidung/Handlung und einer konkreten Dienstleistung unterschieden werden. Zur Veranschaulichung ein mehrstufiges Beispiel: Wird der Auftrag für die Wartung einer Maschine in einem Auftragsmanagement-System abgewickelt ist die durchgeführte Entscheidung für eine Wartung nicht anders, als jene, die mit einem College-Block geplant wurde – es handelt sich nicht um eine datenbasierte Dienstleistung, höchstens eine auf Grundlage von Daten basierte Entscheidung. Bietet der Dienstleister aber zusätzlich eine Nutzeroberfläche in Form eines Dashboards an (vgl. Interface), mittels der die durchgeführten Wartungen des Maschinenparks in Echtzeit zu verfolgen sind, ist dies eine datenbasierte Dienstleistung. Ein Smart Service hingegen bestünde in diesem Beispiel dann, wenn die mit Sensorik ausgestattete Maschine so intelligent ist (vgl. Absatz zu Machine Learning und künstliche Intelligenz oben), dass sie die empfangenen Rohdaten eigenständig zu Smart Data verbindet, auswertet und auf Basis der automatisch getätigten Datenauswertung eine Aktion fordert, bspw. eine Wartung, Reparatur o. ä.
Smart Services bilden damit den derzeit höchsten und marktführenden Reifegrad digitaler Geschäftsmodelle im Dienstleistungssektor mit dem größten Mehrwert für Unternehmen. Bis in die 2010er Jahre umfassten digitale Geschäftsmodelle primär Remote Services und zustandsbasiertes Monitoring. Die Analyse von Daten und die damit einhergehende Prognosefähigkeit ermöglichen nun Smart Services, die durch kurze Release-Zyklen schnell entwickelt und direkt am Markt getestet werden können.

### Grundvoraussetzungen für Smart Services
Sogenannte Smart Spaces bilden das Fundament für Smart Services (vgl. Abbildung 2). Smart Spaces sind leistungsfähige technische Infrastrukturen, die aus vernetzen intelligenten und digitalanschlussfähigen Maschinen und Geräten sowie IT-Systemen bestehen. Ein flächendeckendes und leistungsfähiges Breitband- sowie Mobilfunknetz mit geringen Latenzzeiten (5G) ermöglicht diese Vernetzung. Die nächste, ebenfalls unabdingbare Ebene zur Erbringung eines Smart Services sind Smart Products, z. B. digitalanschlussfähige und intelligente Produktionsmaschinen sowie ihre digitalen Abbilder. Sie sind durch die Schicht der technischen Infrastruktur miteinander vernetzt und bilden so eine vernetzte physische Plattform. Auf softwaredefinierten Plattformen werden die hier generierten Daten durch komplexe Algorithmen aggregiert und verarbeitet. Aus den Rohdaten sind durch die Datenverarbeitung sog. veredelten Daten (auch Smart Data genannt) entstanden. Sie stehen für die Smart Service-Anbieter auf diesen Plattformen zur Nutzung bereit. Durch diese Virtualisierung, z. B. der Produktionsumgebung, sind die Serviceplattformen nicht mehr an die physischen Objekte (Produktionsmaschinen) gebunden. Die höchste Ebene, die Service Plattform mit ihren Smart Services, ist so ungebunden an bestimmte Hersteller von Smart Products. Dadurch wird sie zu einer technologischen Integrationsschicht für physische Systeme und Dienste heterogener Quellen. Auf den Service Plattformen werden die Daten zu den eigentlichen Smart Services veredelt und vernetzen unterschiedlichste Anbieter und Kunden zu digitalen Ökosystemen. Diese digitalen Ökosysteme bilden darüber hinaus die betriebswirtschaftliche Integrationsschicht, die den notwendigen Rahmen vorgibt für eine automatisierte, rechtssichere Kollaboration der Akteure, den Austausch von Wissen sowie das Handeln mit Gütern, Daten und Dienstleistungen. Diese Ökosysteme setzen auch neue Kompetenzen und Ausbildungen der Mitarbeiter voraus. Erst sie, in diesem Kontext auch als Smart Talents bezeichnet, ermöglichen das erfolgreiche Angebot von Smart Services.
Im Rahmen des sog. Service Engineering wird Smart Data aktiv dazu genutzt, um stetig neue Dienstleistungsinnovationen zu entwickeln, d. h. die Daten werden zu Smart Services veredelt und ggfs. auf Serviceplattformen angeboten. Dabei kann es sich um App-Stores oder andere Online-Marktplätze handeln. Weil auf diesen Serviceplattformen verschiedene Anbieter datenbasierter Dienstleistungen zusammentreffen und sich untereinander austauschen können, bilden sie regelrechte digitale Ökosysteme.

### Plattformökonomie
Die voranschreitende allgemeine Digitalisierung und das Wachstum vieler Smart Service-Anbieter lässt neue Wertschöpfungsmechaniken entstehen, die primär über Plattformen (im speziellen Serviceplattformen) abgewickelt werden. Diese Form der Ökonomie wird durch die unterschiedlichen Akteure konstituiert, die zueinander in geschäftlichen und logistischen Beziehungen stehen, also kollaborieren. Bestehende Branchenstrukturen bzw. Wertschöpfungsmechanismen verändern sich dadurch. So ist Uber bspw. der weltweit wertvollste Vermittler von Taxi-Fahrten, ohne eigene Fahrzeuge zu nutzen. Zudem übernehmen einzelne Plattformen mitunter Aufgaben mehrerer Bereiche: So ist Amazon nicht nur ein Einzelhandelsunternehmen und eine Verkaufsplattform, sondern aufgrund seiner intensiven Lager- und Versandtätigkeiten auch eine Logistikplattform. Durch diese neu entstehenden Plattformen ergeben sich neue Möglichkeiten der Zusammenarbeit, zum Austausch von Daten und Informationen und zur Schaffung neues Geschäftsmodelle.

### Aktuelle Verbreitung von Smart Services
Während die beschriebenen Entwicklungen im Bericht datenbasierter Dienstleistungen in der Theorie bereits vorangeschritten sind, befindet sich die Industrie in der Praxis noch weitgehend in der Anfangsphase. Bislang werden bestehende Prozessketten und Abläufe v. a. durch die Integration datenbasierter Services erweitert oder verbessert – Smart Services als bezahlte Mehrwertangebote für Endkunden sind noch nicht die Norm und die entsprechenden digitalen Geschäftsmodelle erwirtschaften bislang kaum Gewinne (vgl.).
Bislang scheitern viele Smart Services aufgrund eines mangelnden Mehrwertes, den sie für die Kunden oder die Unternehmen bieten – oftmals ist bereits innerhalb eines Jahres nach Markteinführung klar, dass der Smart Service keinen Bestand hat. Weil Kunden und Auftraggeber nicht ausreichend in die Entwicklung mit einbezogen werden, werden die Services regelrecht am Kundenwunsch vorbei entwickelt, was das spätere Scheitern begünstigt. Smart Service Ansätze, die sich deswegen besonders auf die Interessen der Kunden und Auftraggeber bereits in der Entwicklungsphase fokussieren, sind deswegen aktuell vielversprechende Ansätze, um langfristige Erfolge von Smart Service Innovationen zu erwirtschaften. Einer dieser Ansätze ist bspw. das sog. Smart Service Engineering, das auf die Arbeit mit Prototypen setzt (sog. Rapid Prototyping), um zügig erste Lösungsmöglichkeiten für ein Problem vorführen und unter realen Bedingungen auf seine Wirkungsweise prüfen zu können.

## Dokumente
- Acatech Studie Smart Service Welt – Abschlussbericht (PDF; 2,4 MB)
- Acatech Smart Service Welt – Umsetzungsempfehlungen (PDF-Datei)
- BMWi – Smart Service Welt – internetbasierte Dienste für die Wirtschaft (PDF-Datei)